# 5625 Джеймсфергюсон
5625 Джеймсфергюсон (інші назви — (5625) 1991 AO2, 1991 AO2, 1955 XS, 1971 KD, 1972 TM, 1985 QC2) — астероїд головного поясу. Відкритий 7 січня 1991 року Робертом Макнотом. Названий на честь шотландського астронома Джеймса Фергюсона.
Тіссеранів параметр щодо Юпітера — 3,322.